# Senden (Beieren)
Senden is een gemeente in de Duitse deelstaat Beieren, gelegen in het Landkreis Neu-Ulm. De stad telt 22.587 inwoners.
Daarnaast is er ook nog een Duitse stad Senden in de deelstaat Nordrhein-Westfalen in de omgeving van Münster.
De naam Senden komt verder veel voor als familienaam in Zuid-Limburg en het aanliggende Belgische gebied.

## Geografie
Senden heeft een oppervlakte van 25,17 km² en ligt in het zuiden van Duitsland.
Altenstadt ·
Bellenberg ·
Buch ·
Elchingen ·
Holzheim ·
Illertissen ·
Kellmünz a.d.Iller ·
Nersingen ·
Neu-Ulm ·
Oberroth ·
Osterberg ·
Pfaffenhofen a.d.Roth ·
Roggenburg ·
Senden ·
Unterroth ·
Vöhringen ·
Weißenhorn